# 朴锺勋
朴锺勋（韓語：박종훈，1965年5月6日—），韩国男子竞技体操运动员。他曾代表韩国获得1988年夏季奥运会体操比赛男子跳马铜牌。他也在1986年亚洲运动会上收获两枚银牌和两枚铜牌。